# Putian
Putian (chiń. 莆田; pinyin Pútián) – miasto o statusie prefektury miejskiej we wschodnich Chinach, w prowincji Fujian. W 2010 roku liczba mieszkańców miasta wynosiła 387 764. Prefektura miejska w 1999 roku liczyła 2 943 924 mieszkańców.

## Podział administracyjny
Prefektura miejska Putian podzielona jest na:
- 4 dzielnice: Chengxiang, Hanjiang, Licheng, Xiuyu,
- powiat: Xianyou.